# 最後の人
『最後の人』（さいごのひと）（原題：Der Letzte Mann、英語: The Last Man）は、1924年に制作されたF・W・ムルナウ監督によるモノクロのドイツの映画。
ヴァイマル憲法下の混迷と貧困の時代に生まれたドイツ映画を代表する傑作である。
1926年度キネマ旬報ベストテン2位。
本作は無声映画であり、最後の一巻を除いて、一枚の会話字幕もない”無字幕映画”であるから、登場人物たちの名前は一回も表示されない。このため、本項では表記される役名は便宜上のものである。

## ストーリー
主人公はホテルポーターをしており、自らの仕事に誇りを持っていた。しかし年老いた彼が重い荷物を運ぶのに難儀している様子を見た支配人は彼を手洗い所のボーイに異動させる。もうポーターの立派な制服を着られないことに彼は落胆し、近隣住民からも嘲笑される。
その後、主人公のもとに遺産が転がり込み、再び立派な服を着ることができた彼は幸福感に満たされる。

## キャスト
- 彼 - ホテルポーターから手洗い所のボーイに格下げになる：エミール・ヤニングス
- 彼の姪 - ポーターと一緒に住んでいる：マリー・デルシャフト
- 彼女の新郎 - 同じアパートに住む：マックス・ヒルラー
- 新郎の叔母：エミリー・クルツ
- ホテル支配人：ハンス・ウンターキルヒャー
- 夜警：ゲオルク・ヨーン
- 腹を立てたホテルの宿泊客：ヘルマン・ヴァレンティン
- 若いホテル宿泊者：オラフ・ストーム
- 痩せた隣人：エミー・ワイダ

## スタッフ
- 監督：F・W・ムルナウ
- 脚本：カール・マイヤー
- 撮影：カール・フロイント

## 評価
1958年10月のブリュッセル万国博覧会国際優秀映画祭・ベスト映画選出で11位となった。